# 蒲田勝
蒲田 勝（かまた まさる、1940年4月21日 - ）は、日本の元陸上競技選手。専門は短距離走。

## 来歴
田辺市立明洋中学校では野球部に所属していた。本人の弁では、3年生時に教員の勧めにより通信陸上大会の走高跳に出場したのが、陸上競技に接した最初だった。
和歌山県立田辺高等学校に進学し、陸上部に入部する。
全国高等学校総合体育大会陸上競技大会において、男子100メートル競走に2年生と3年生時に2連覇（1957年・1958年）を達成、3年生時には200メートル競走でも優勝する。高校2年生時の第12回国民体育大会（静岡国体）では100メートル競走で10秒5の高校生日本記録を出して優勝した。3年生時の1958年アジア競技大会では400メートルリレーメンバーに選出され、銀メダルを獲得している。
高校卒業後は早稲田大学に進学、陸上競技を続ける（早稲田大学競走部）。大学卒業後は実業団の東急に進んだ。
1963年の第18回国民体育大会（山口国体）には、成年男子100メートル競走に出場した（同じ大会で実弟が少年男子100メートル競走に出ている）。
東急時代の1964年、日本陸上競技選手権大会において10秒6のタイムで男子100メートル競走に優勝。
1964年東京オリンピックで男子100メートル競走（10秒9で予選落ち）と男子400メートルリレー（走順は第2走で、他のメンバーは1走・飯島秀雄、3走・浅井浄・4走・室洋二郎）
に出場した。400メートルリレーは2次予選で敗退し、第3走の浅井の後年の回想では、リレーメンバーはみな互いをライバル視する意識が強く、バトンパスも真剣に練習をしなかったという。蒲田自身も2021年の文章に「ひとつ悔いがあるとすれば、飯島秀雄、私、浅井浄、室洋二郎とバトンを継いだリレー。私と浅井選手のバトンパスが乱れてしまった事だ。」と記している。
2021年4月9日、2020年東京オリンピックの聖火リレーに田辺市内区間の走者として参加した。